# Liste der Comic-Publikationen des Carlsen Verlags
Als internationaler Großverlag hat der Carlsen Verlag in Hamburg seit den späten 1960er Jahren eine Vielzahl von Serien und Einzelbänden herausgegeben. Mit monatlichen Neuerscheinungen ist das Verlagsprogramm angewachsen, und nicht jede Reihe wird neu aufgelegt oder vorrätig gehalten. Zur Übersicht folgt hier eine Auflistung über die bisherigen Ausgaben.

## Comicalben (Übersicht)

### A
- Ein Abenteuer des Marc Marell (5 Bände, 1983–1988), von Dominique Hé
- Die Abenteuer des Marsupilami (11 Bände, 1988–1997, danach bei Ehapa fortgesetzt)
- Die Abenteuer des Patrick Timmermans (2 Bände, 1988)
- Die Abenteuer des Professor Palmboom (2 Bände, 1986)
- Die Abenteuer Max Friedmanns (2 Bände, 1985–1986)
- Die Abenteuer von Freddy Lombard (4 Bände, 1985–1991)
- Die Abenteuer von Jo, Jette und Jocko (5 Bände, 1978–1980)
- Die Abenteuer von Pythagoras (3 Bände, 1981–1982)
- Die Abenteuer von Timpe Tampert (1981–1982)
- Abraham Stone (3 Bände, 1994–1997)
- Adeles ungewöhnliche Abenteuer (4 Bände, 1982–1985), von Jacques Tardi
- Air Mail (3 Bände, 1987–1988)
- Akte X – Die unheimlichen Fälle des FBI (3 Bände, 1996–1997)
- Alef-Thau (6 Bände, 1986–1993)
- Alexander Nikopol im 21. Jahrhundert (2 Bände, 1988, Band 3 bei Ehapa), von Enki Bilal
- Algerisches Tagebuch (1988)
- Alias Ego (2 Bände, 1995–1997)
- Alix (10 Bände, 1974–1983, Band 11–14 bei Feest, Nachdruck und ab Band 15 Casterman), von Jacques Martin
- America! America!  (1992)
- Aminata (1994)
- Anatol (5 Bände, 1983–1985)
- Andy Morgan (18 Bände, 1986–1995), von Hermann Huppen
- Attilas Abenteuer  (4 Bände, 1981–1983)
- Auf der Suche nach dem Vogel der Zeit (Erster Zyklus, 4 Bände, 1985–1988), von Serge Le Tendre und Régis Loisel
- Auf der Suche nach dem Vogel der Zeit (Erster Zyklus, 4 Bände, Hardcover im Schuber, Gesamtausgabe 1992, 2500 Exemplare)
- Auf der Suche nach dem Vogel der Zeit (Zweiter Zyklus, 6 Bände, 1998–2020)
- Auf der Suche nach Peter Pan (2 Bände, 1987)
- Auf der Suche nach Peter Pan (2 Bände, Hardcover im Schuber, Gesamtausgabe 1992, 2500 Exemplare)
- Aus Hergés Archiv (1977)
- Die außergewöhnlichen Erlebnisse von Anne und Charles (2 Bände, 1986–1987)

### B
- Bab el-Mandeb (1990)
- Barbarella (4 Bände, 1991–1992)
- Barelli (4 Bände, 1983–1984)
- Batman
- Beavis and Butthead (2 Bände, 1995)
- Benni Bärenstark  (12 Bände, 1980–2004)
- Bensons Labyrinth (1992, es gibt dazu eine limitierte Hardcover-Ausgabe)
- Black Hawk (1993)
- Die blauen Boys (17 Bände, ab 1989)
- Blueberry (4 Bände, 1990–1992, Band 5 erschien als Leutnant Blueberry 31 bei Ehapa), von Jean Giraud
- Bob Marone (2 Bände, 1986)
- Bone (7 Bände, 1994–1997, dazu existiert eine auf 600 Exemplare limitierte Hardcover-Reihe)
- Die Bradbury-Chroniken (3 Bände, 1994–1995)
- Britta und Colin (6 Bände, 1987–1990)
- Bruce J. Hawker (6 Bände, 1989–1992)
- Die Brücke im Nebel (1984), von Jacques Tardi
- Bruno Brazil (10 Bände, 1987–1991)
- Bubblegum Crisis (1996)
- Buck Danny (39 Bände, 1989–1998)
- Buddy Bradley (3 Bände, 1995–1997)
- Buddy Longway (6 Bände, 1981–1984, Bände 7 und 8 bei Feest)
- Burg Donnerstein: Der hinterhältige Graf (1987)

### C
- Casanovas Abgang (1994)
- El Cid (3 Bände, 1982–1985, Band 4 bei Splitter)
- Cliff Burton (2 Bände, 1987)
- Comanche (10 Bände, 1991–1995, Fortsetzung bei Delta), von Hermann Huppen
- Die Comic-Kunst des Lionel Feininger (1984)
- Comics-Weltbekannte Zeichenserien (8 Bände, 1971–1975, Band 6 nur in Dänemark erschienen)
- Congo 40 (1990)
- Convoi TM (4 Bände, 1994–1995)
- Corto Maltese (erste Serie in schwarz-weiß, 9 Bände, 1981–1988)
- Corto Maltese (zweite Serie in Farbe, ab 1988)
- Crumb (5 Bände, 1992–1993)
- Cuba '42: Die Perle der Karibik (1994)
- Cubitus (14 Bände, 1988–1994)
- Cyann – Tochter der Sterne (6 Bände, ab 1994, es gibt auch eine Hardcover-Ausgabe)
- Clever & Smart (seit 2018)

### D
- Dick Herrison (4 Bände, 1990–1993)
- Dick Tracy (1990)
- Dieter Lumpen (3 Bände, 1990–1991)
- Der Dimensionsdetektiv (2 Bände, 1992–1993)
- Die Diva (1984)
- Dolly (1992)
- Don Quijote (2012), von Flix
- Donito (3 Bände, 1994–1995)
- Doonesbury (2 Bände, 1983–1984)
- Die Draufgänger (4 Bände, 1990–1991)
- Durchbruch (1990, es gibt auch eine Hardcover-Ausgabe)

### E
- Edmund das Schwein (2 Bände, 1985)
- Einfach tierisch (2 Bände, 1994)
- Eiszeit (3 Bände, 1988–1990)
- El Gaucho (1995)
- Das Ende der Hoffnung (1984; = Adeles ungewöhnliche Abenteuer 5), von Jacques Tardi
- Der Engel der Barmherzigkeit (1994)
- Die Erben der Sonne (4 Bände, 1988–1991)
- Die Erlebnisse des Reporters Nikodemus Borodin (3 Bände, 1983–1985), von Pierre Wininger
- Erotic Souvenirs (8 Bände, 1988–1993)
- Erotica (1983)
- Es war einmal in der Zukunft (1992)
- Der ewige Krieg (3 Bände, 1991–1994)
- Ein Fall für Inspektor Canardo (9 Bände, ab 1983), von Benoît Sokal
- Ein Fall für Inspektor Gomina (1989)
- Ein Fall für Jeff Jordan (17 Bände, 1984–1992)

### F
- Ferdinand und Flippo (1992)
- Feuer und Blut (2 Bände, 1989–1990)
- Flash Gordon (6 Bände, 1995–1996)
- Der Fluch der grünen Kugeln (4 Bände, 1992–1993)
- Flug der Möwen (3 Bände, 1985–1986)
- Das Fräulein von der Ehrenlegion (1983)
- Frank Cappa (2 Bände, 1991–1992)
- Franka (8 Bände, 1985–1991)
- Freak Show (1984)
- Fred Falmingo (2 Bände, 1992)
- Fritz Lakritz (1992–1994)
- Die Frühreifen
- Die fünf letzten Tage des Edgar Allan Poe (1988)

### G
- Gaston (2 Bände, 1981)
- Gaston (16 Bände, 1985–1993)
- Gastons gesammelte Katastrophen (19 Bände, 1993–2001)
- Die Gefährten der Dämmerung (3 Bände, 1986–1990)
- Die Gefährten der Dämmerung (3 Bände Hardcover im Schuber, 1990)
- Die Gefährten der Dämmerung (3 Bände, 1995–1996)
- Das Gesetz der Wölfe (2 Bände, 1989–1990)
- Go West (1978)
- Die Göttin mit den Jade-Augen (1993)
- Gord (2 Bände, 1990, Band 3 bei Boiselle & Löhmann erschienen)
- Grimion Lederhandschuh (3 Bände, 1986–1988)
- Die Grisly-Saga (1980)
- Die große Macht des kleinen Schinkel (1989)
- Die großen Abenteuer Comics (11 Bände, 1988–1993)
- Gummi (1992, es existiert dazu eine Hardcover-Ausgabe)

### H
- Haarmann (1990)
- Die Haie von Lagos (3 Bände, 1987–1990)
- Harry Chase (5 Bände, 1981–1984)
- Harry und Platte (17 Bände, 1988–1994)
- Hellboy (1995)
- Hitler (2 Bände, 1989)
- Der Hobbit (2001, 2012)
- Die Hüter der Unsterblichkeit (3 Bände, 1996) von Didier Convard
- Hungrige Herzen (1990)

### I / J
- Der Ideenhändler (4 Bände, 1985–1989)
- Im Jahr der Flammen (1991)
- Im Jenseits ist die Hölle los (2 Bände, 1993)
- Die Indianer (8 Bände, 1977–1981, Band 9 bei Feest erschienen)
- Ein indianischer Sommer (2 Bände, 1986)
- Ein indianischer Sommer (2 Bände, Hardcover im Schuber, limitierte Ausgabe, 1992)
- Inio (3 Bände, 1994–1995)
- Die Insel der alten Männer (1993)
- Die intergalaktischen Abenteuer des Rocco Vargas (3 Bände, 1987–1988)
- Irish Coffee (2 Bände, 1992–1993)
- Jack Palmers gesammelte Kriminalfälle (5 Bände, 1985–1991)
- Jackie Kottwitz (4 Bände, 1989–1990)
- January Jones (3 Bände, 1989–1993)
- Jeremiah (18 Bände, ab 1988), von Hermann Huppen
- Jerry Spring (10 Bände, 1987–1991)
- Jim Cutlass (4 Bände, ab 1992; von Band 1 existiert eine limitierte Hardcover-Ausgabe, Band 5–7 bei Kult Editionen erschienen), von Jean Giraud
- Jim Spaceborn (2 Bände, 1986–1987)
- Jimmy Boy (5 Bände, 1992–1994)
- Johann und Pfiffikus (11 Bände, 1979–1987)
- Johann und Pfiffikus (13 Bände, 1994–2002)
- John Difool (8 Bände, 1983–1991, Fortsetzung bei Feest), von Moebius
- Johnny Hazard (6 Bände, 1983–1986)
- Der Joker (3 Bände, 1988–1989)
- Jonas Valentin (3 Bände, 1987–1990)
- Jonathan (11 Bände, 1985–1989)
- Jugurtha (12 Bände, 1988–1992), von Hermann Huppen u. a.
- Jules Verne Comics (4 Bände, 1977–1979)

### K
- Die Kaltblütigen (2 Bände, 1996)
- Kaltes Fieber (1988)
- Kapitän Starbuck (2 Bände, 1992–1993)
- Kaputt in der City (1993, es existiert eine limitierte Hardcover-Ausgabe)
- Kelly Green (3 Bände, 1983–1984)
- Klassiker-Comics (2 Bände, 1978)
- Der kleine Nickel (2 Bände, 1990–1991), von François Walthéry
- Kobra (1991)
- Ralf König (7 Bände, ab 1989):

1. Prall aus dem Leben
2. Zitronenröllchen und andere Schwulcomix
3. Silvestertuntenball und andere Schwulcomix
4. Sahneschnittchen und andere Schwulcomix
5. Konrad und Paul 1
6. Konrad und Paul 2
7. Konrad und Paul 3
8. Die Krönung von Ralf König

- Kogaratsu (6 Bände, 1987–1997; Bände 8 und 9 bei Schreiber & Leser, Bände 10 und 11 bei Kult Editionen erschienen, Band 12 im Mai 2014 bei Finix, Band 13 bei Finix angekündigt)
- Kolumbus (1992, es existiert eine Hardcover-Ausgabe dazu)
- Die Kräuterhexe (1984)
- Crazy Cat (2 Bände, 1991–1992, Hardcover)
- Die Kreuzfahrt der Vergessenen (1988), von Enki Bilal

### L
- L. Frank (10 Bände 1980–1987, Nachdruck und Fortsetzungen bei Kult Editionen), von Jacques Martin
- Lady Polaris (1987)
- Lais und Ben (2 Bände, 1990–1992)
- Lauf Kumpel (1989)
- Leonardo (5 Bände, 1983–1985)
- Leonid und Sputnika (3 Bände, 1992–1993)
- Lester Cockney (6 Bände, 1988–1991)
- Liberty (6 Bände, 1992–1996)
- Lindenstraße (5 Bände, 1992–1996, Comic nach der Fernsehserie Lindenstraße)
- Little Nemo (6 Bände, 1989–1994, Hardcover)
- Lou Cale (4 Bände, 1990–1992)
- Luc Lamarc (3 Bände, 1987–1991)
- Luc Orient (13 Bände, 1992–1996)

### M
- Mach’s noch einmal (1989)
- Die Macht der Lüge (1994), von Guido Sieber
- Major Grubert (2 Bände, 1989–1990), von Moebius
- Marc Trail erzählt (1975)
- Marsmenschen greifen an!  (1986)
- Mick Tangy (7 Bände, 1990–1993)
- Moderne Zeiten (1990)
- Modesty Blaise (9 Bände, 1988–1992)
- Mörderische Entscheidung (1991)
- Monika Morell (4 Bände, 1988–1989, Band 5 bei Epsilon erschienen)
- Mono Jim (1989)
- Mort Cinder (2 Bände, 1991–1992)
- München 1945 (Gesamtausgabe, 2 Bände, 2021–2022), von Sabrina Schmatz

### N
- Natascha (Bände 1–5 und 14–15, 1991–1993, andere bei Bastei und Feest erschienen)
- Der neunte Traum (1994)

### O
- Ohne Peilung (1995)
- Operation Odin (1991)
- Orion: Der heilige See (1992), von Jacques Martin

### P
- Panda und seine Freunde (4 Bände, 1984–1986)
- Pauls Abenteuer (4 Bände, 1975)
- Pauls fantastische Abenteuer (seit 2014, 6 Alben)
- Peer Viking (4 Bände, 1987–1991)
- Percy Pickwick  (22 Bände, 1983–2008)
- Perramus (3 Bände, 1993–1994)
- Petzi (4 Bände, 1986)
- Die Phantastische Welt des Richard Corben (13 Bände, 1991–1996)
- Phil Perfect (2 Bände, 1987–1989)
- Pinocchia (1996)
- Der Planet der Zukunft (4 Bände, 1993–1995)
- Polly (2 Bände, Hardcover, 1991)
- Präpostfluxoflex (1992)
- Prinz Eisenherz (90 Bände, seit 1988)
- Prinz Eisenherz – Excalibur, das Schwert im Stein (4 Bände, 1995–1996)
- Pussy Abenteuer (3 Bände, 1980–1981), von Peyo

### R
- Die Rätselhaften Fälle des Francis Albany (3 Bände, 1993–1994, Band 4 bei Taschen erschienen)
- Am Rande des Himmels (1996)
- Ray Banana (2 Bände, 1985–1991)
- Red Road (3 Bände, 1994–1996)
- Die Reise ans Ende der Welt (8 Bände, ab 1984)
- Eine Reise nach Italien (2 Bände, 1989)
- Die Reise nach Tulum (1991), von Milo Manara
- Reisende im Wind (5 Bände, 1981–1984)
- Reisende im Wind (5 Bände Hardcover im Schuber, limitierte Auflage, 1992).
- Reisende im Wind (5 Bände, Hardcover, 1994–1995)
- Rick Master (25 Bände, 1987–1995)
- Robin Ausdemwald (9 Bände, 1988–1992)
- Robinson auf Schienen (1983), von André Franquin u. a.
- Das Robot-Imperium (3 Bände, 1988–1992), von Michael Goetze
- Roland-Ritter Ungestüm (10 Bände, 1975–1982)
- Ronin (6 Bände, 1990–1991), von Frank Miller
- Der rote Baron (1992)
- Der rote Korsar (24 Bände, 1985–1993)

### S
- Die Sage des Reiches Tai-Dor (3 Bände, 1989–1990)
- Sam Pezzo (1987)
- Sambre (4 Bände, ab 1987, es gibt auch eine limitierte Hardcover-Ausgabe)
- Sammy & Jack (10 Bände, 1988–1993)
- Samson & Neon (2 Bände, 2001)
- Santa Claus (1993)
- Sarajevo Tango (1996)
- Scarlett Dream (4 Bände, 1981–1983)
- Die Schienenmenschen (2 Bände, 1996)
- Die Schiffbrüchigen der Zeit (10 Bände, 1988–1991)
- Der Schlaf der Vernunft (1986), von Enki Bilal
- Die Schlümpfe (13 Bände, 1979–1989)
- Der Schnüffler (1982), von Jacques Tardi
- Die schwarze Orchidee (1992)
- Das Seegurkenprinzip (2 Bände, 1990)
- Seemannsgarn (1993)
- Die seltsamen Abenteuer der Ente Alfred Jodocus Kwak (3 Bände, 1987–1990)
- The Shadow (5 Bände, 1990–1992)
- Die 7 Leben des Falken (7 Bände, 1984–1992), von André Juillard
- Die 7 Leben des Falken (Gesamtband Hardcover, limitiert, 1997)
- Signale aus einer anderen Welt (1983), von Will Eisner
- Silence der Stumme (1982)
- Simon (9 Bände, 1983–1989)
- Sin City (5 Bände, 1994–1996, es existiert eine limitierte Hardcover-Ausgabe)
- Sir Ballantime – Der Traum des Maharadscha (1990), von Mendl/Scheuer, auch als Hardcover
- Snoopy und der Rote Baron (1967, es gibt dazu auch eine Hardcover-Ausgabe)
- Die Söhne des Südens (1995)
- Somerset Holmes (1990)
- Special-Comics (5 Bände, 1975–1977)
- Spirit (5 Bände Hardcover, 1981–1983), von Will Eisner
- Spirou und Fantasio  (seit 1981 laufende Serie)
- Spirou und Fantasio – Sonderband (6 Bände, 1988–1996)
- Die Spuren der Götter (5 Bände, 1985–1990)
- Die Stadt, die es nicht gab (1987), von Enki Bilal
- Star Trek (13 Bände, 1994–1997)
- Star Wars (17 Bände, 1994–1997)
- Das steinerne Schiff (1987), von Enki Bilal
- Stella Norris (2 Bände, 1992–1993)
- Die Sternenwanderer (4 Bände, 1989–1994), von Moebius
- Die Sternenwanderer (Bände 1–3 Hardcover, limitierte Ausgabe, 1992), von Moebius
- Striker (2 Bände, 1996)
- Stups und Steppke (3 Bände, 1981–1982), von Hergé
- Superman  (10 Bände, 1995–1997)
- Swamp Thing (5 Bände, 1990–1992)

### T
- Terry und die Piraten (2 Bände Hardcover, 1991–1992)
- Theodor Pussel (11 Bände, 1990–2001)
- Thorgal (bisher 30 Bände, Serie erscheint seit 1987)
- Thunderhawks (2 Bände, 1993–1995)
- Tim und Struppi (24 Bände, seit 1967 in verschiedenen Auflagen)
- Tim und Struppi de Luxe (1982, dazu gibt es eine Buchclub-Ausgabe von Bertelsmann)
- Tim und Struppi Pop Up (1992)
- Die Tochter des Lichts (4 Bände, 1989–1993)
- Tödliche Lilli (1988)
- Tölpelhafte Geschichten (1981)
- Tom Puss (6 Bände, 1984–1985)
- Torpedo (5 Bände, 1989–1990)
- Die Toyoten (3 Bände, 1981–1983)
- Die Träume des kleinen Robin (3 Bände, 1988–1989), von Hermann Huppen
- Die Träume des Little Nemo (2 Bände, 1994)
- Tramp (3 Bände, 1994–1996)
- Treibjagd (1985), von Enki Bilal
- Treibjagd (1993 – erweiterte Neuausgabe, es gibt auch eine limitierte Hardcover-Ausgabe), von Enki Bilal
- Die Türme von Bos-Maury (10 Bände, 1986–1994), von Hermann Huppen

### U
- Die unerträgliche Seichtigkeit des Seins (1989)
- Universum der Wunder (5 Bände, 1990–1993, es gibt auch eine limitierte Hardcover-Ausgabe), von Moebius
- Unsere schöne neue Welt (1991)
- Unterwegs (7 Bände, 1984)

### V
- V wie Vendetta (6 Bände, 1990–1991)
- Valerian und Veronique (23 Bände, erscheint seit 1978)
- Valerian und Veronique – Sonderband: Schlechte Träume (1984)
- Valhardi & Co, Abenteurer (15 Bände, 1985–1992)
- Verbrannte Erde (3 Bände, 1983–1984)
- Vergessene Augenblicke (1990), von Enki Bilal
- Die Verlorene Zukunft (1992)
- Die Verwirrung des Julius Antoine (1989–1990)
- Die Vier (Comic) (10 Bände, 1973–1982; Bände 11–14 bei Schreiber & Leser erschienen)
- Ville und Palme und SM (1977)
- Die Vorstadtgang (6 Bände, 1985–1991)
- Vuillemin (2 Bände, 1992–1993)

### W
- Die Wahrheit über Shelby (3 Bände, 1986–1989)
- Die Wahrheit über Shelby (3 Bände Hardcover im Schuber, limitierte Ausgabe, 1992)
- Walhalla (6 Bände, 1987–1991)
- Watchmen – Die Wächter (6 Bände, 1989)
- Der Weg des Königs (2 Bände, 1992–1993)
- Der Weg des Schamanen (3 Bände, 1990–1991)
- Der Weg zum Ruhm (3 Bände, 1988–1992)
- Weißer Bruder der Kayapo (1991)
- Die Weltenbummler (2 Bände, 1993–1994)
- Werwölfe (1991)
- Will Eisner für Kenner (1982, Hardcover)
- Willy (2 Bände, 1990–1991)

### X / Y / Z
- XIII (19 Bände, 1988–2015)
- Yakari (26 Bände, 1978–2001, erscheint ab Band 27 bei Salleck)
- Yakari – Carlsen Comics für Kids (4 Bände in kleinerem Format, 1998)
- Yoko Tsuno (30 Bände, seit 1982)
- Yoko Tsuno Gesamtausgabe (bisher 10 Bände Hardcover, seit 2007)
- Zärtliche Violetta (1982)
- Die Zeit der Abrechnung (5 Bände, 1991–1994)
- Zek oder die Liebe zum Hologramm (1993)
- Die zerbrochene Zeit (1992)
- 2001 Nights (5 Bände, 1995–1996)
- Der Zyklus der zwei Horizonte (3 Bände, 1992–1993)

## Taschenalben der Reihe 16/22
1. Nichts geht ohne Lucky Luke (1983)
2. Kopfsalat 1 (1983)
3. Albert Enzian – Jetzt rede ich (1983)
4. Auf Knall und Fall – Erster Versuch (1983)
5. Lucky Luke ist nicht zu schlagen (1983)
6. Albert Enzian – Von Affen gebissen (1983)
7. Kopfsalat 2 (1983)
8. Lucky Luke ist stets zur Stelle (1983)
9. Der verrückte Dschungel – Keine Milch für Rosa-Rosa (1984)
10. Zellulitis 1 (1984)
11. Auf Knall und Fall – Zweiter Versuch (1984)
12. Valerian und Veronique – Jenseits von Zeit und Raum (1984)
13. Auf Knall und Fall – Dritter Versuch (1984)
14. Der verrückte Dschungel – Seid umschlungen Millionen (1984)
15. Lucky Luke kommt gut zum Zug (1985)
16. Auf Knall und Fall – Vierter Versuch (1985)
17. Albert Enzian – Hohe Schule der Comics (1985)
18. Der verrückte Dschungel – Wer hat Angst vorm bösen Wolf?  (1985)

## Alben der ReiheCarlsen Classics(Übersicht)
In der Reihe Carlsen Classics wurden ältere Geschichten laufender Serien neu aufgelegt.
- Blake und Mortimer: Der Kampf um die Welt (3 Bände, 1986–1987)
- Buck Danny – Carlsen Classics (6 Bände, 1993–1995)
- Dan Cooper – Carlsen Classics (4 Bände 1992–1993)
- Inspektor Canardo: Eine schöne Flasche (1987), von Benoît Sokal
- Michel Vaillant (13 Bände, 1989–1993)
- Spirou und Fantasio – Carlsen Classics (4 Bände, 1987–1988)
- Tim und Struppi – Carlsen Classics (2 Bände, 1988)
- Die U-Strahlen (1992, es gibt auch eine limitierte Hardcover-Ausgabe)

## Alben der ReiheCarlsen Studio(Übersicht)
In der Reihe Carlsen Studio wurden im Hardcover-Format mit Leinenrücken alte Versionen von Hergé-Geschichten neu aufgelegt, sowie das unvollendete Album im Hardcover ausgegeben:
- Die Abenteuer von Tim und Struppi – Carlsen Studio (9 Bände, 1992–1996)
- Paul und Virginia bei den Langohr-Indianern (1992)
- Tim und die Alpha-Kunst (1989)
- Hergé Werkausgabe (19 Bände, 1999–2002)

## Alben der ReiheCarlsen Lux(Übersicht)
- Azteken (1992)
- Der Bambusdrache (1993)
- Blutsbrüder (1992)
- Candid (1991)
- Cato Zulu (1992)
- Der Champion (1991)
- Choleric Cat (1992)
- Die Damen um Henry Cox (1991)
- Dead End (1992)
- Die Dinge des Herzens (1993)
- Dracula (1994)
- Fliegenpilz (1993)
- Der Fluch des Adam Sarlech (1991, Bände 2 und 3 bei Feest)
- Kamel und Skorpion (1994)
- Kann den Liebe Sünde sein ? (1992)
- Das Kling-Klang-Geheimnis (1992)
- Die leisen Tode des Timothy Hole (1991)
- Der letzte Film (1992)
- Mathieu:

1. Der Ursprung (1992)
2. Die vier F.  (1993)
3. Der Wirbel (1994)
4. Der Anfang vom Ende (1995)

- Modern Art (1993)
- Mörderische Leidenschaft (1992)
- Night Taxi (1990, es gibt auch eine limitierte Hardcover-Ausgabe mit Schallplatte)
- Nosferatu (1990)
- Orchidea (1992)
- Plagiat! (1991)
- Raffington Event-Privatdetektiv (1992)
- Redlight Star (1992)
- Saigon – Hanoi (1993)
- Stadt in Flammen (1992)
- Die Teufelin (1992)
- Tod eines Comic-Zeichners (1992)
- Träume (1993)
- Unsterblich wie der Tod (1991)
- Valerius – Der Comic-Agent (2 Bände, 1992–1994)
- Vandisandi (1992)
- Vera (1992)
- Die Zeit der Halbstarken (1993)
- Zufällige Nähe (1995)

## TaschenbücherCarlsen Pocket
1. Gaston – Den Nagel auf den Kopf getroffen (1990)
2. Schwarze Gedanken (1990), von André Franquin
3. Exterminator 17 (1990), von Enki Bilal
4. Peter Pervers (1990)
5. Spirou und Fantasio – Z wie Zorglub (1990)
6. Yoko Tsuno – Unterirdische Begegnung (1990)
7. Julius Patzenhofer – Eine Nervensäge auf Sendung (1990)
8. Zizi und Peter Panpan – Es lebe die sexuelle Revolution (1990)
9. Torpedo – Töten heißt leben (1990)
10. Die blauen Boys – Der Schakal von Robertsonville (1990)
11. Die Vorstadtgang – Radio Lucien (1990)
12. Natascha …und die Kopfjäger (1990)
13. Ranxerox in New York (1991)
14. Gaston – Freiwillige vor (1990)
15. Jeff Jordan – Teddy zieht Leine (1990)
16. Yoko Tsuno – Die Vulkanschmiede (1990)
17. Blödmannski Totalnikoff (1990)
18. Spirou und Fantasio – Im Banne des Z (1990)
19. Torpedo – Solo für einen Revolver (1990)
20. Die blauen Boys – Das Gefecht der Panzerdampfer (1990)
21. Canardo – Der aufrechte Hund (1990), von Benoît Sokal
22. Natascha …und der Maharadscha (1990)
23. Die Vorstadtgang – Koks aus Bolivien (1990)
24. Gaston – Gnadenlos erfinderisch
25. Jeff Jordan – Kokain und alte Meister
26. Yoko Tsuno –Zwischen Leben und Tod (1991)
27. Storm – Die Welt in der Tiefe (1991)
28. Gaston – Kein Grund zur Panik (1991)
29. Hamster Fidel und seine Wölchen (1991)
30. Spirou und Fantasio – Champignons für den Diktator (1991)
31. (Yoko Tsuno – Flug in die Vergangenheit – ist nicht erschienen.)
32. Der schwarze Baron (1991)
33. Gaston – Arbeit macht das Leben süß (1991)
34. El Mercenario – Der Söldner (1991)

## Mangas
- .hack//Legend of the Twilight (2004–2005)
- 12 Jahre (2017–2023)
- 2001 Nights (1995–1996)
- 3×3 Augen (2002–2006)
- A Couple of Cuckoos (seit 2021)
- Ab sofort Dämonenkönig! (2009–2019)
- Acid Town (2012)
- Adolf (5 Bände, 2005–2007)
- Afro Samurai (2 Bände, 2011)
- After School Nightmare (10 Bände, 2009–2010)
- AiON (2012–2014)
- Akira (20 Bände, 1991–1997)
- Alice Academy (18 Bände, 2006–2014)
- Alice in Murderland (2016–2020)
- Alichino (2004–2005)
- Alive (2008)
- Angel Sanctuary (20 Bände, 2001–2004)
- Angelic Layer (2001–2002)
- Anne Freaks (4 Bände, 2005–2006)
- Anonymous Noise (2017–2021)
- Arisa (12 Bände, 2010–2013)
- Arte (seit 2020)
- Arty Square (2008)
- Asadora! (seit 2022)
- Assassination Classroom (21 Bände, 2014–2018)
- Astral Project (4 Bände, 2007–2008)
- Astro Boy (2000–2002)
- Attack on Titan (2014–2022)
- Barfuss durch Hiroshima (4 Bände, 2004–2005)
- Bastard!! (25 Bände, 2000–2009)
- Battle Angel Alita (12 Bände, 1996–1998)
- Der beste Liebhaber (4 Bände, 2009–2011)
- Billy Bat (2012–2018)
- Bitte sehr, bitte gleich! (2 Bände, 2008)
- BL Metamorphosen – Geheimnis einer Freundschaft (2020–2022)
- Black Butler (seit 2010)
- Black Cat (20 Bände, 2005–2009)
- Black Lagoon (bislang 12 Bände, seit 2006)
- Blast of Tempest (2014–2016)
- Blick der Bestie (2009)
- Blood Alone (5 Bände, 2007–2009)
- Blood Hound (2006)
- Blood+ (5 Bände, 2008–2009)
- Bloom into you (2018–2020)
- Blue Box (seit 2023)
- Blue Flag (2018–2021)
- Blue Giant (seit 2021)
- The Book of List – Grimm’s Magical Items (6 Bände, 2015–2016)
- Border (seit 2011)
- Boruto – Naruto Next Generation (seit 2017)
- Boy’s Next Door (2003)
- (Bronze) Zetsuai (5 Bände, 2000–2001)
  - Bronze: Zetsuai since 1989 (14 Bände, 2001–2006)
- Boys Run the Riot (2022–2023)
- Brain Powerd (2003)
- Buddha (2012–2014)
- Buster Keel (2013–2016)
- Candidate for Goddess (5 Bände, 2004–2005)
- Cantarella (10 Bände, 2004–2006)
- Captain Tsubasa – Die tollen Fußballstars (37 Bände, 2002–2006)
- Carole und Tuesday (2021–2022)
- Charming Junkie (16 Bände, 2006–2010)
- Cheeky Vampire (14 Bände, 2007–2010)
- Cherry Juice (2006)
- Cherry Lips (2013–2014)
- Chopperman (2013–2016)
- Chrno Crusade (8 Bände, 2003–2005)
- Die Chroniken von Erdsee (4 Bände, 2007)
- Clamp School Detectives (2004–2005)
- Clover! (4 Bände, 2002)
- Cool as You (3 Bände, 2010–2013)
- Crown (5 Bände, 2007–2009)
- Cruel Fairytales (2006)
- Dawn of Arcana (2012–2015)
- Defense Devil (10 Bände, 2011–2013)
- Delilah’s Mystery (2006)
- Das Demian-Syndrom (5 Bände, 2006–2008)
- Desire (2006)
- Detektiv Loki (2005–2007)
- Devil from a foreign Land (6 Bände, 2012–2014)
- Devils & Realist (15 Bände, 2013–2020)
- D·N·Angel (15 Bände, 2001–2012)
- DNA² (5 Bände, 2002–2003)
- Doremi (2002)
- Doubt (4 Bände, 2010–2011)
- Dr. Stone (seit 2019)
- Dr. Slump (2000–2002)
- Dragon Ball (42 Bände, 1997–2000)
  - Dragonball GT (3 Bände, 2002–2003)
  - Dragonball Z (15 Bände, 2002–2004)
- Dragon Girls (21 Bände, 2004–2016)
- Dragon Head (2001–2002)
- Dreamin’ Sun (2017–2020)
- E’s (16 Bände, 2008–2011)
- Edens Zero (seit 2019)
- Eight (4 Bände, 2007–2008)
- Ein melancholischer Morgen (2011–2020)
- Der Entenprinz (6 Bände, 2006–2007)
- Erementar Gerad (bislang 13 Bände, seit 2005)
  - Erementar Gerad – Flag of the Blue Sky (bislang 5 Bände, seit 2006)
- Ermittlungen in Sachen Liebe (2009)
- Etoile (2008)
- Eureka Seven (7 Bände, 2007–2008)
- Fairy Cube (3 Bände, 2006–2007)
- Fairy Tail (bislang 63 Bände, 2010–2019)
- Fake (7 Bände, 2002–2003)
- Fesseln des Verrats (13 Bände, 2008–2018)
- Final Fantasy – Lost Stranger (seit 2019)
- Final Fantasy – Type-0 (5 Bände, 2016–2017)
- FLCL – Furi Kuri (2 Bände, 2003)
- Flower (2008)
- Flower of the Deep Sleep (2005)
- Folge den Wolken nach Nord-Nordwest (seit 2019)
- Food Wars – Shokugeki no Soma (36 Bände, 2016–2022)
- Fruits Basket (23 Bände, 2003–2010)
- Furious Love (3 Bände, 2009–2010)
- Gakuen Heaven (4 Bände, 2006–2009)
- Gangsta. (seit 2015)
- Gefangene Herzen (5 Bände, 2010–2011)
- Gegen den Strom – Eine Autobiographie in Bildern (2012)
- Ghost Tower (9 Bände, 2015–2017)
- Girls Bravo (10 Bände, 2006–2008)
- Girls Love Bible (2 Bände, 2009)
- God Child (13 Bände, 2003–2006)
- Golden Boy (10 Bände, 2001–2004)
- Gon (7 Bände, 2010–2011)
- Gorgeous Carat (4 Bände, 2004–2005)
  - Gorgeous Carat Galaxy (2006)
  - Gorgeous Carat: La Esperanza (2 Bände, 2012)
- Der Gourmet (2 Bände 2014–2018)
- Gravitation (12 Bände, 2003–2005)
- Guns & Flowers (2008)
- Grab der Engel (2007)
- Gravel Kingdom (2006)
- Gravitation (12 Bände, 2003–2005)
- Green Blood (5 Bände, 2014–2016)
- Hana-Kimi (23 Bände, 2005–2009)
- Heads (4 Bände, 2006–2007)
- He’s my Vampire (bisher 8 Bände, seit 2013)
- Hidden Flower (bisher 4 Bände, seit 2012)
- Highschool of the Dead (2 Bände, seit 2010)
- Der Himmel ist blau, die Erde ist weiß (2 Bände, 2011)
- Hunter x Hunter (bislang 32 Bände, seit 2002)
- I am a Hero (bisher 12 Bände, seit 2012)
- Idol (2008)
- Ikigami – Der Todesbote (bisher 8 Bände, seit 2012)
- Ikkyu (bislang 3 Bände, seit 2008)
- In a distant Time (bislang 10 Bände, seit 2006)
- I’’s (15 Bände, 2005–2007)
- Ikebukuro West Gate Park (4 Bände, 2006–2007)
- Ja-Dou (bislang 6 Bände, 2006–2009)
  - Ja-Dou – Teiou & Keika (2007)
- Jibun Jinshin (2006)
- Jiraishin – Die Macht des Schicksals (2 Bände, 1995)
- Judge (6 Bände, 2011–2013)
- Junjo Romantica (bislang 17 Bände, seit 2006)
- Kaine (2005)
- Kajika (2001)
- Kamiyadori (5 Bände, 2007–2008)
- Kamui (2 Bände, 1995)
- Kare Kano (21 Bände, 2003–2009)
- Kekkaishi (bislang 9 Bände, seit 2007)
- A Kiss from the Dark (3 Bände, 2010–2011)
- Kiss me, Teacher (10 Bände, 2005–2008)
- Kizuna (11 Bände, 2003–2009)
- K-On! (4 Bände, 2012–2013)
  - K-On! Highschool (2013)
  - K-On! College (2014)
- Kimba, der weiße Löwe (3 Bände, 2011)
- Kirihito (3 Bände, 2009–2010)
- Kiss & Hug (3 Bände, 2011–2012)
- Kiss of Rose Princess (9 Bände, 2012–2014)
- Kleine Katze Chi (bisher 5 Bände, seit 2014)
- Kyoko Karasuma (6 Bände, 2007–2009)
- Lady Snowblood (3 Bände, 2006–2009)
- Lawful Drug (3 Bände, 2004–2005)
- Lieber Lehrer… (2009)
- Line (2005)
- Love Contract (2007)
- Love Cupid (2008)
- Love Hustler (2 Bände, 2008)
- Lovely Ice Cream (2009)
- Love Mode (11 Bände, 2005–2008)
- Ludwig Revolution (4 Bände, 2005–2008)
- Mad Love Chase (5 Bände, 2008–2009)
- Magical Sweet Mermaid (2007)
- Magic Knight Rayearth (6 Bände, 2001–2002)
- Maid-sama (bisher 18 Bände, seit 2008)
- Manga Love Story (bisher 58 Bände, seit 2003)
  - Manga Love Stories for Ladies (2 Bände, 2005)
- Manhole (3 Bände, 2012)
- Mashima-En (2 Bände, 2012–2013)
- Ein melancholischer Morgen (bisher 5 Bände, seit 2011)
- Million Girl (3 Bände, 2012–2013)
- Mirmo! (12 Bände, 2006–2009)
- Mishonen Produce (4 Bände, 2012–2013)
- Missile Happy! (5 Bände, 2004–2006)
- Mizu no Kioku – Memories of Water (2008)
- Monster Hunter Flash Hunter (bisher 7 Bände, seit 2013)
- Monster Hunter Orage (4 Bände, 2011–2012)
- Monster Soul (2 Bände, 2012)
- Naruto (bislang 69 Bände, seit 2003)
  - Naruto – Die Schriften des Rin (2007)
  - Naruto – Die Schriften des Hyo (2008)
  - Naruto – Die Schriften des Tô (2009)
  - Rock Lee (bisher 5 Bände, seit 2013)
- Nausicaä aus dem Tal der Winde (7 Bände, 2010–2011)
- Neji (2003)
- Neko Majin (2007)
- Neon Genesis Evangelion (11 Bände, 1999–2008)
- Okami (8 Bände, 1996–1997)
- Old Boy (4 Bände, 2006–2007)
- One Piece (bislang 73 Bände, seit 2000)
  - One Piece – Blue (2004)
  - One Piece – Red (2003)
  - One Piece – Yellow (2009)
- Only The Ring Finger Knows (2006)
- Opus (2 Bände, 2015)
- Otomen (bisher 16 Bände, seit 2010)
- Ouran High School Host Club (18 Bände, 2005–2012)
- Ousama Game – Spiel oder stirb! (5 Bände, 2013–2014)
- Pandora Hearts (bisher 21 Bände, seit 2011)
- Perfume Master (2007)
- Pirat gesucht! (2008)
- Plastic Little (2000)
- Pluto: Urasawa × Tezuka (8 Bände, 2010–2012)
- Prince of Monster (2009)
- Prinzessin Mononoke (4 Bände, 2000)
- Prophecy (2 Bände, seit 2014)
- Puella Magi Madoka Magica (3 Bände, 2013)
  - Puella Magi Oriko Magica (2 Bände, 2013–2014)
  - Puella Magi Kazumi Magica (bisher 4 Bände, seit 2014)
- Puppenkrise (2008)
- Rin! (3 Bände, 2008)
- Romance (2 Bände, 2008–2009)
- Royal 17 (3 Bände, 2008)
- The Royal Doll Orchestra (5 Bände, 2009–2011)
- Sandland (2002)
- Sarah (14 Bände, 1996–1999)
- Secret Contract (2009)
- Secret Service: Maison de Ayakashi (bisher 9 Bände, seit 2013)
- Seimaden (10 Bände, 2001–2003)
- Sekaiichi Hatsukoi (bisher 8 Bände, seit 2011)
- Seven Deadly Sins (bisher 41 Band, seit 2015)
- Shadow Lady (bislang 2 Bände, seit 2009)
- Shaman King (32 Bände, 2003–2009)
- Die Schokohexe (bisher 6 Bände, seit 2013)
- Shinanogawa (2 Bände, 2009)
- Die Sicht der Dinge (2008)
- Silver Diamond (27 Bände, 2007–2014)
- Skip Beat! (bisher 45 Bände, seit 2004)
- Slayers (8 Bände, 1999–2003)
  - Slayers Special (2000)
  - Slayers Special (4 Bände, 2007)
- Sleeping Moon (2 Bände, 2013)
- Soul Eater (25 Bände, 2009–2014)
  - Soul Eater Not (bisher 3 Bände, seit 2013)
- Der spazierende Mann (2009)
- Special A (bisher 10 Bände, seit 2007)
- Speed Grapher (3 Bände)
- Das Spiel von Katz und Maus (2009)
- Spirited Away – Chihiros Reise ins Zauberland (5 Bände, 2002–2003)
- Spring Flower (3 Bände, 2008)
- Sprite (bisher 5 Bände, seit 2014)
- Sternbilder der Liebe
- Stray Love Hearts (5 Bände, 2011–2012)
- Summer Wars (3 Bände, 2011–2013)
- Super Darling! (bisher 2 Bände, seit 2014)
- Süße Versuchung (2 Bände, 2009–2010)
- Takumi-kun (8 Bände)
- Tokyo Mew Mew (7 Bände, 2003–2004)
  - Tokyo Mew Mew à la Mode (2 Bände, 2005)
- Toriyama Short Stories (bisher 4 Bände, seit 2014)
- Train man (3 Bände)
- Träume von Glück (2008)
- Triage X (seit 2011)
- Twinkle Stars (11 Bände, 2011–2014)
- Usagi Yojimbo (6 Bände, 1996–1997)
- Uzumaki – Spiral Into Horror (3 Bände, 2013–2014)
- Vampire Hunter D (2 Bände, 2007–2008)
- Vampire Knight (bisher 19 Bände, seit 2007)
- Venus Versus Virus (bisher 8 Bände, seit 2013)
- Vertraute Fremde (2007)
- Vinland Saga (bisher 11 Bände, seit 2012)
- W Juliet (14 Bände, 2004–2010)
- Das wandelnde Schloss (4 Bände, 2005)
- Wanted! (2006)
- Was zum Naschen! (2008)
- Welcome To The N.H.K. (8 Bände, 2008–2010)
- When a man loves a man (9 Bände, 2007–2009)
- Wild Adapter (bislang 5 Bände, seit 2005)
- Wild Fish (2007)
- Wild Rock (2005)
- Wir beide! (5 Bände, 2012–2013)
- Wish (4 Bände, 1999–2000)
- Das wunderbare Leben des Sumito Kayashima (3 Bände, 2013)
- X/1999 (18 Bände, in Japan pausiert)
- Xenon (7 Bände, 1995–1996)
- Y square (2005)
  - Y square Plus (2007)
- Yamada-kun & the 7 Witches (bisher 5 Bände, seit 2014)
- You Higuris Lost Angel (2006)
- Yu-Gi-Oh! (38 Bände, 2003–2009)
- Zeus (2 Bände, 2003)
  - Zeus Collection (2008)

### Deutsche Manga
- Feed me Poison (2012)
- Keyla (2 Bände, 2008–2009)
- Killing Iago (3 Bände, 2009–2011)
- Lilientod (2009)
- Lost Ctrl (bisher 1 Band, seit 2014)
- Ninja! – Hinter den Schatten (2 Bände, 2010)
- Personal Paradise (3 Bände, 2008–2009)
- Royal Lip Service (bisher 3 Bände, seit 2011)
- Schattenarie (bisher 1 Band, seit 2015)
- Skull Party (3 Bände, 2013–2014)
- Tempest Curse (bisher 2 Bände, seit 2014)

### Manhwa
- March Story (5 Bände, 2013–2014)
- Shin Angyo Onshi – Der letzte Krieger (bislang 17 Bände, seit 2006)

### US-Manga
- Soulless (3 Bände, 2013–2014)
- Twilight: Biss zum Morgengrauen – Der Comic (2 Bände, 2011)
- Twilight: Biss zur Mittagsstunde – Der Comic (1 Band, 2013)

### Artbooks
- Akira Club (2007)
- Dragonball Artbook (2001)
- Dragonball Filmbuch
- Japanisch für Manga-Fans (2 Bände, 2006–2007)
- Manga Love Story Artbook (2005)
- Manga-Zeichenkurs (2001, Neuauflage 2005)
- Naruto – Artbook – Uzumaki (2007)
- Neon Genesis Evangelion – Artbook (2000)
- Neon Genesis Evangelion – Artbook: Photo File (2 Bände, 2002–2003)
- Neon Genesis Evangelion – Artbook: Der Mond (2004)
- Neon Genesis Evangelion – Artbook: Die Sterne (2004)
- One Piece – Artbook: Color Walk (2003)
- Otomo (2 Bände, 1994)
- Prinzessin Mononoke – Das Buch zum Film (2001)
- Ragnarock City (2004)
- Sushi entdecken (2004)
- Venus Illustrations Artbook (2003)

## Light Novels
- Ab sofort Dämonenkönig!  (bislang 6 Bände)
- Cheeky Vampire (bisher 7 Bände, seit 2010)
- .Hack // Ai Buster (2 Bände)
- .Hack // Another Birth (bislang 2 Bände)
- Naruto – Unschuldiges Herz, blutroter Dämon
- Only the Ring Finger Knows (bislang 5 Bände, seit 2008)
- Vampire Knight (bislang 2 Bände, seit 2009)

## Magazine
- Banzai! (50 Ausgaben, 2001–2005)
- Daisuki (monatlich, seit Januar 2003)
- Moxxito (6 Ausgaben, 1987–1988)
- Magic Attack (monatlich, 19 Ausgaben, 2001–2003)